# Also Deutschland
Die Also Deutschland GmbH  (Eigenschreibweise ALSO) ist ein Technologieanbieter für Informations- und Kommunikationstechnologie sowie Unterhaltungselektronik. Sie hat ihren Sitz in Soest (Westfalen) und unterhält weitere Standorte in Straubing, Osnabrück und Bad Wünnenberg. Also Deutschland ist ein Tochterunternehmen der schweizerischen Also Holding AG.

## Geschichte
Das Distributionsunternehmen wurde 1986 erstmals unter dem Namen Actebis gegründet. Nach dem Rückzug der Firmengründer Ulrich Puhrsch und Norbert Wrede war Actebis ab 1997 im Besitz der Hamburger Otto Group. Im Jahr 2004 fusionierte es mit der Marke Peacock, das von 1988 bis 2002 eine Handelsmarke für Personal Computer der Firma Audio Impex, der späteren Peacock AG, war. 1997 ging die Marke an die Metro AG und wurde 1999 ebenfalls von der Otto-Gruppe erworben.
Nach der Fusion der beiden Distributionsschwestern firmierte das Unternehmen als Actebis Peacock mit unterschiedlichen Rechtsformen. Im Sommer 2007 übernahm die Starnberger Beteiligungsgesellschaft Arques Industries Actebis Peacock von der Otto-Gruppe.

Logo bis März 2011

Logo von 2011 bis 2013

Seit 2009 gehörte die Actebis-Gruppe zur Special Distribution Holding GmbH, einem Unternehmen der Droege International Group mit Sitz in Düsseldorf. Actebis war mit eigenen Gesellschaften in Dänemark, Norwegen, Schweden, Spanien, Großbritannien, Italien, Frankreich sowie Österreich und den Niederlanden aktiv. Von 2008 an gehörte auch der in Osnabrück ansässige, auf Telekommunikationsprodukte spezialisierte Distributor NT plus zur Firmengruppe. In Europa war die Actebis-Gruppe nach Ingram Micro und Tech Data der drittgrößte Großhandelskonzern für ITK-Produkte. Im Jahr 2010 erfolgte die Fusion mit der NT plus.
Am 9. Februar 2011 wurden die Actebis und die Also Holding (Schweiz) zur Also-Actebis Holding AG mit Sitz in der Schweiz verschmolzen. Dabei hält die Droege-Gruppe als Eigentümer der ehemaligen Actebis 51,3 Prozent der Anteile, die Schindler-Gruppe als Eigentümer der ehemaligen Also Holding 28,4 Prozent der Anteile. Die zwei deutschen Unternehmen Also Deutschland mit Sitz in Straubing und Actebis Peacock mit Sitz in Soest sind mit Wirkung zum 1. Oktober 2011 zur Also Actebis GmbH mit Sitz in Soest fusioniert.
Seit dem 1. Januar 2013 firmiert die Also Actebis unter dem Namen Also Deutschland. Seit dem ersten Quartal 2013 treten alle Landesgesellschaften und der Konzern ebenfalls unter dem Namen Also auf.

## Unternehmensstruktur
Die Also Deutschland GmbH ist ein Tochterunternehmen der Also Holding. Geschäftsführer der Also Deutschland sind Mike Rakowski und Philipp Erich Ivo Koch.
Der Hauptsitz von Also Deutschland liegt in Soest. Außerdem hat es weitere Standorte in Osnabrück, Straubing und Bad Wünnenberg.

## Geschäftsfelder
Die Also Deutschland vertreibt als IT-Technologieanbieter primär Hard- und Software sowie Cloud-basierte Dienstleistungen und IT-Lösungen an Wiederverkäufer. Dabei ist das Angebot an Hard- und Software im Bereich „Supply“ angesiedelt, IT-Dienstleistungen im Bereich „Solutions“ und Cloud-Dienstleistungen sowie Plattformen für Cybersecurity, IoT, Virtualisierung und KI im Bereich „Service“. Also bietet seinen Wiederverkäufern im Bereich „Digital Services“ über eine Cloud-Plattform die Möglichkeit, passende Lösungen für deren Kunden zusammenzustellen und einen eigenen digitalen Marktplatz für diese aufzubauen. Ebenso können Kunden im Bereich „Financial Services“ über den Also-Webshop Unternehmensabsicherungen, Finanzierungen, E-Services und Produktabsicherungen abrufen. Außerdem betreibt Also eine eigene Cloud, in der den Kunden Produktdaten zur Verfügung gestellt werden, sie ihren eigenen Webshop eröffnen oder Katalogdaten digital austauschen können. Also hat auch ein eigenes Logistiksystem und unterstützt Kunden im Projektgeschäft.